# Any Old Port!
Any Old Port! (br.: Lutando Pela Vida / Marujo Não Leva Desaforo / Uma Luta Sem Igual - TV) é um filme de curta-metragem estadunidense de 1932 do gênero comédia pastelão, dirigido por James W. Horne, produzido por Hal Roach e estrelado por Laurel & Hardy.

## Elenco
- Stan Laurel...Stan
- Oliver Hardy...Ollie
- Walter Long...Mugsie Long, gerente do hotel
- Julie Bishop (creditada como Jacqueline Wells)
- Harry Bernard...promotor de boxe
- Bobby Burns...Juiz de paz
- Sam Lufkin...árbitro (não creditado)
- Dick Gilbert...ajudante de Mugsie
- Charlie Hall...ajudante de Stan
- Eddie Baker...chefe de polícia (não creditado)

## Sinopse

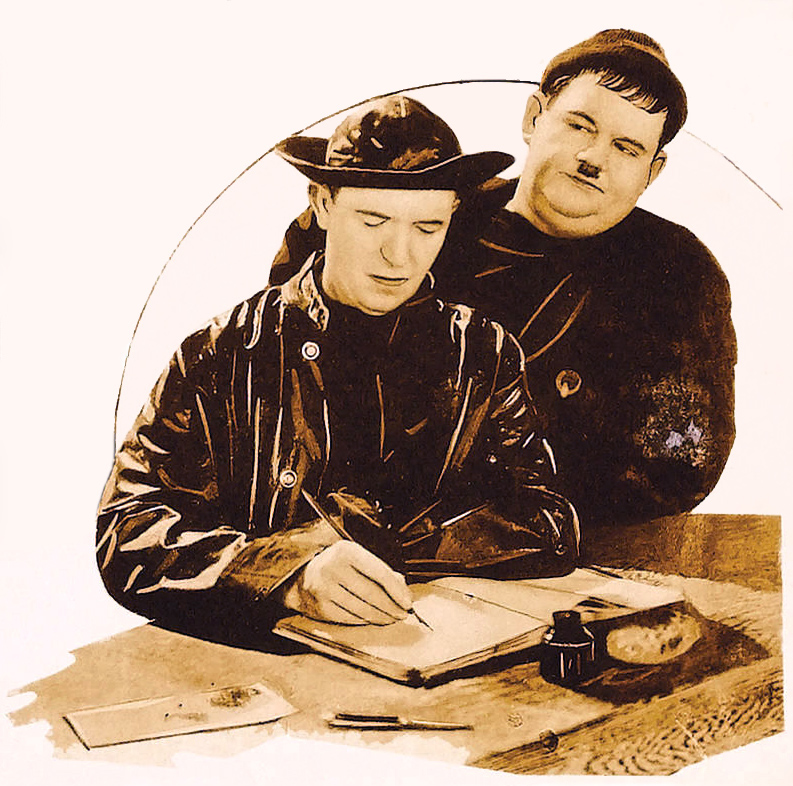
Stan & Ollie durante a gag do livro de registros

Os marujos baleeiros Stan e Ollie desembarcam num cais e vão descansar num hotel, de propriedade de um gerente brutamontes. Logo, uma criada lhes pede ajuda para impedir que o gerente a force se casar com ele. Stan e Laurel começam a brigar com o homem e na confusão, a moça consegue fugir. Stan empurra o gerente na água e ele e Ollie também escapam, mas esqueceram suas coisas e o dinheiro no hotel. Sem alternativa, eles acabam aceitado o convite de um amigo, o promotor de boxe Harry, e se comprometem a competir numa luta à noite. Ollie força Stan a lutar e quando chegam no ringue, naturalmente o oponente é o gerente do hotel, sedento de vingança.